# Campionati africani di atletica leggera 1979
I Campionati africani di atletica leggera 1979 sono stati la 1ª edizione dei Campionati africani di atletica leggera. La manifestazione si è svolta dal 2 al 5 agosto presso lo Stade Demba Diop di Dakar, in Senegal.

## Medagliati

### Uomini
| Specialità | Oro                    | Prestazione | Argento               | Prestazione | Bronzo                 | Prestazione |
| Corse piane |                        |             |                       |             |                        |             |
| 100 m | Ernest Obeng           | 10"54       | Théophile Nkounkou    | 10"63       | Edward Ofili           | 10"66       |
| 200 m | Edward Ofili           | 20"90       | Georges Kablan Degnan | 21"14       | Emmanuel Bitanga       | 21"18       |
| 400 m | Hassan El Kachief      | 45"34       | James Atuti           | 45"95       | Billy Konchellah       | 46"28       |
| 800 m | James Maina Boi        | 1'48"8      | Omer Khalifa          | 1'49"3      | Mehdi Aidet            | 1'49"8      |
| 1 500 m | Mike Boit              | 3'39"9      | Abderrahmane Morceli  | 3'40"1      | Mehdi Aidet            | 3'40"5      |
| 5 000 m | Miruts Yifter          | 14'14"0     | Yohannes Mohamed      | 14'14"2     | Kip Rono               | 14'18"0     |
| 10 000 m | Miruts Yifter          | 29'08"0     | Yohannes Mohamed      | 29'10"0     | Rachid Habchaoui       | 29'28"9     |
| Corse a ostacoli |                        |             |                       |             |                        |             |
| 110 hs | Godwin Obasogie        | 13"76       | Philip Sang           | 13"81       | Thomas Nnakwe          | 14"03       |
| 400 hs | Daniel Kimaiyo         | 50"05       | Wilson Kibiego        | 51"06       | Dennis Otono           | 51"23       |
| 3 000 siepi | Kip Rono               | 8'30"9      | Eshetu Tura           | 8'31"4      | Yohannes Mohamed       | 8'39"4      |
| Prove su strada |                        |             |                       |             |                        |             |
| Maratona | Kebede Balcha          | 2h29'53"    | Gidamis Shahanga      | 2h36'46"    | Ladislas Hakuzimana    | 2h54'28"    |
| Marcia 10 000 m | Benamar Kachkouche     | 48'50"8     | Hunde Ture            | 50'45"6     | John Mutinda           | 55'45"2     |
| Salti |                        |             |                       |             |                        |             |
| Salto in alto | Othmane Belfaa         | 2,15 m      | Hamid Sahil           | 2,13 m      | Moussa Fall            | 2,05 m      |
| Salto con l'asta | Mohamed Bensaad        | 4,70 m      | Loué Legbo            | 4,60 m      | Ahmed Rezki            | 4,50 m      |
| Salto in lungo | Ajayi Agbebaku         | 7,94 m      | Kayode Elegbede       | 7,89 m      | Joseph Kio             | 7,78 m      |
| Salto triplo | Ajayi Agbebaku         | 16,82 m     | Abdoulaye Diallo      | 16,42 m     | Joseph Kio             | 16,25 m     |
| Lanci |                        |             |                       |             |                        |             |
| Getto del peso | Nagui Asaad            | 20,32 m     | Mohamed Fatihi        | 15,80 m     | Abderrazak Ben Hassine | 14,42 m     |
| Lancio del disco | Abderrazak Ben Hassine | 54,60 m     | Mohamed Naguib Hamed  | 54,40 m     | Harrison Salami        | 53,10 m     |
| Lancio del giavellotto | Jacques Ayé Abehi      | 76,74 m     | Zakayo Malekwa        | 76,06 m     | Tarek Chaabani         | 75,20 m     |
| Lancio del martello | Abdellah Boubekeur     | 56,02 m     | Youssef Ben Abid      | 53,84 m     | Hisham Greis           | 49,10 m     |
| Prove multiple |                        |             |                       |             |                        |             |
| Decathlon | Mohamed Bensaad        | 7 148 p.    | Ebewele Brown         | 7 043 p.    | Alioune Seck           | 6 741 p.    |
| Staffette |                        |             |                       |             |                        |             |
| Staffetta 4×100 m | Costa d'Avorio         | 39"80       | Senegal               | 41"60       | Tanzania               | 41"71       |
| Staffetta 4×400 m | Kenya                  | 3'08"2      | Nigeria               | 3'10"2      | Senegal                | 3'11"5      |
| record mondiale; record mondiale stagionale; record africano; record dei campionati; record nazionale; record personale; record personale stagionale. |                        |             |                       |             |                        |             |

### Donne
| Specialità | Oro              | Prestazione | Argento            | Prestazione | Bronzo                | Prestazione |
| Corse piane |                  |             |                    |             |                       |             |
| 100 m | Obuzoene Nsenu   | 11"53       | Hannah Afriyie     | 11"56       | Nzaeli Kyomo          | 11"59       |
| 200 m | Hannah Afriyie   | 23"81       | Nzaeli Kyomo       | 24"48       | Ruth Waithera         | 24"66       |
| 400 m | Grace Bakari     | 53"33       | Marième Boye       | 54"52       | Mary Chemweno         | 55"41       |
| 800 m | Mary Chemweno    | 2'08"4      | Rose Tata-Muya     | 2'10"9      | Amsala Woldegebriel   | 2'11"9      |
| 1 500 m | Sakina Boutamine | 4'23"6      | Rose Thomson       | 4'25"0      | Hassania Darami       | 4'26"5      |
| 3 000 m | Sakina Boutamine | 9'31"1      | Rose Thomson       | 9'32"1      | Hassania Darami       | 9'39"7      |
| Corse a ostacoli |                  |             |                    |             |                       |             |
| 100 hs | Judy Bell-Gam    | 14"13       | Bella Bell-Gam     | 14"36       | Fatima El Faquir      | 14"52       |
| 400 hs | Fatima El Faquir | 59"73       | Rose Tata-Muya     | 59"85       | Ruth Kyalisima        | 1'00"41     |
| Salti |                  |             |                    |             |                       |             |
| Salto in alto | Kawther Akrémi   | 1,69 m      | Elizabeth Ezo      | 1,69 m      | Fernande Agnentchoué  | 1,63 m      |
| Salto in lungo | Bella Bell-Gam   | 6,24 m      | Florence Ochonogor | 6,18 m      | Janet Yawson          | 6,04 m      |
| Lanci |                  |             |                    |             |                       |             |
| Getto del peso | Odette Mistoul   | 13,45 m     | Grace Apiafi       | 13,24 m     | Joyce Aciro           | 12,95 m     |
| Lancio del disco | Zoubida Laayouni | 46,18 m     | Fathia Jerbi       | 45,18 m     | Helen Alyek           | 43,04 m     |
| Lancio del giavellotto | Agnès Tchuinté   | 50,20 m     | Eunice Nekesa      | 49,98 m     | Constance Rwabiryagye | 41,64 m     |
| Prove multiple |                  |             |                    |             |                       |             |
| Pentathlon | Bella Bell-Gam   | 3 607 p.    | Florence Ochonogor | 3 524 p.    | Julie-Marie Gomis     | 3 409 p.    |
| Staffette |                  |             |                    |             |                       |             |
| Staffetta 4×100 m | Ghana            | 45"63       | Nigeria            | 46"45       | Senegal               | 50"23       |
| Staffetta 4×400 m | Ghana            | 3'41"8      | Kenya              | 3'46"1      | Nigeria               | 3'54"9      |
| record mondiale; record mondiale stagionale; record africano; record dei campionati; record nazionale; record personale; record personale stagionale. |                  |             |                    |             |                       |             |

## Medagliere
| Posizione | Paese             | Oro | Argento | Bronzo | Totale |
| --------- | ----------------- | --- | ------- | ------ | ------ |
| 1         | Nigeria           | 8   | 9       | 7      | 24     |
| 2         | Algeria           | 7   | 2       | 4      | 13     |
| 3         | Kenya             | 6   | 9       | 5      | 20     |
| 4         | Ghana             | 5   | 1       | 1      | 7      |
| 5         | Etiopia           | 3   | 4       | 2      | 9      |
| 6         | Tunisia           | 2   | 2       | 2      | 6      |
| 7         | Costa d'Avorio    | 2   | 2       | 0      | 4      |
| 8         | Marocco           | 2   | 1       | 3      | 6      |
| 9         | Egitto            | 1   | 1       | 1      | 3      |
| 10        | Sudan             | 1   | 1       | 0      | 2      |
| 11        | Camerun           | 1   | 0       | 1      | 2      |
| 11        | Gabon             | 1   | 0       | 1      | 2      |
| 13        | Senegal           | 0   | 3       | 5      | 8      |
| 14        | Tanzania          | 0   | 3       | 2      | 5      |
| 15        | Congo-Brazzaville | 0   | 1       | 0      | 1      |
| 16        | Uganda            | 0   | 0       | 4      | 4      |
| 17        | Ruanda            | 0   | 0       | 1      | 1      |
| Totale    | Totale            | 39  | 39      | 39     | 117    |